# Włodzimierz Spasowicz

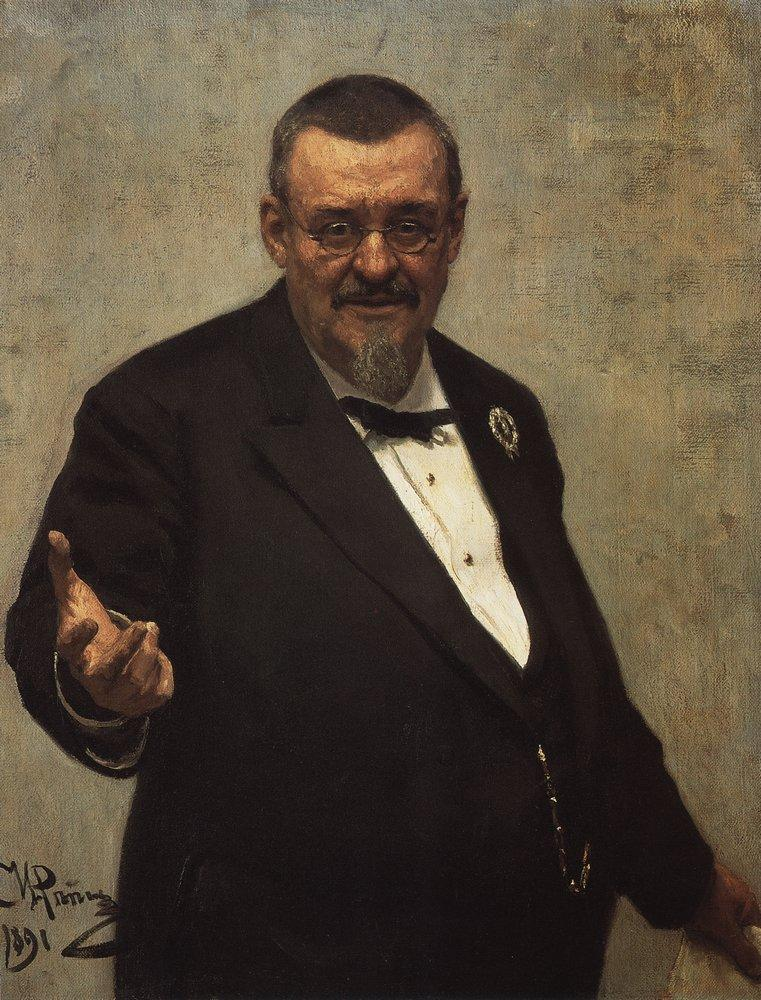
Włodzimierz Spasowicz auf einem Gemälde von Ilja Jefimowitsch Repin, 1881

Włodzimierz Spasowicz (* 16. Januar 1829 in Rzeczyca (Gouvernement Minsk); † 27. Oktober 1906 in Warschau) war ein polnischer Rechtswissenschaftler, Strafverteidiger und Literaturhistoriker.
Spasowicz studierte in Sankt Petersburg die Rechte, war bis 1862 Professor des Strafrechts an der dortigen Universität, dann Dozent an der Rechtsschule daselbst. Infolge seines „Lehrbuchs des Kriminalrechts“ (Petersburg 1863, russ.) verlor er jedoch diese Stelle und wirkte seit 1866 als namhafter Advokat in Petersburg, besonders bekannt durch sein Auftreten als Verteidiger in den Hochverrats- und Nihilistenprozessen. Spasowicz war seit 1876 Herausgeber der in Warschau erscheinenden Monatsschrift „Ateneum“, verfasste in der „Geschichte der slawischen Literaturen“ von Pipin den die polnische Literatur betreffenden Teil (deutsch, Leipzig 1883) und schrieb zahlreiche Monographien über dieses Fach. Spasowicz gilt als das Haupt einer Partei, welche eine polnisch-russische Verständigung auf liberaler Grundlage anstrebte; dafür warb er namentlich, allerdings mit geringem Erfolg, in der 1883 von ihm begründeten polnischen Wochenschrift „Kraj“, die in Petersburg erschien.